# Philippe Hubert Preudhomme de Borre
Philippe Hubert, chevalier de Preudhomme de Borre, né le 17 septembre 1717 à Liège et mort le 30 mai 1789 à Bruxelles, fut un officier général au service du royaume de France. Il commença sa carrière militaire en tant que volontaire dans l'armée française en 1740 et effectua plusieurs campagnes en tant qu'officier de cavalerie lors de la guerre de Succession d'Autriche. En 1757, il leva un régiment dans son pays natal de Liège mais ne prit aucune part à la guerre de Sept Ans. 
En 1777, de Borre débarqua en Amérique pour participer à la guerre d'indépendance des États-Unis. Il fut nommé brigadier-général par le Congrès et désigné par George Washington pour prendre la tête de la 2e brigade du Maryland appartenant à la division de John Sullivan. Sa carrière au sein de l'armée continentale fut cependant brève et sans éclat. Il exerça son commandement aux batailles de Staten Island et de Brandywine mais, lors de ce dernier engagement, se montra incapable de mener correctement ses troupes au combat. Menacé d'être traduit en cour martiale, il démissionna de son poste et retourna sur le Vieux Continent en 1779. Il fut promu brigadier-général dans l'armée française l'année suivante mais, du fait de sa mauvaise santé, ne retrouva jamais un commandement actif.

## Biographie

### Du volontaire au brigadier-général
Philippe Hubert Preudhomme de Borre naquit le 17 septembre 1717 à Liège, dans l'actuelle Belgique,. Le 1er mai 1740, il s'enrôla comme volontaire dans le régiment de Champagne. Il fut successivement promu sous-lieutenant le 26 juillet 1741 et lieutenant le 20 avril 1742. Il devint ensuite capitaine dans les dragons du duc de Bretagne le 6 août 1744. Après avoir combattu en Bavière, en Bohême et en Flandres, de Borre fut sérieusement blessé en 1745 lors du passage du Rhin par quatre coups de sabre à la tête et un au poignet, estropiant une de ses mains à vie. 
En 1757, alors qu'il occupait le grade de lieutenant-colonel, de Borre leva une unité dans son pays natal de Liège, le régiment des Liégeois d'Orion. La principauté de Liège ne faisait alors pas partie intégrante du territoire français mais était rattachée au roi de France par un accord dans lequel elle s'engageait à fournir un régiment à l'armée royale. Le 20 juin 1757, Louis XV le fit chevalier de l'ordre de Saint-Louis. Il n'existe aucune preuve étayant une éventuelle participation à la guerre de Sept Ans qui faisait alors rage sur le continent européen. Lorsque son régiment fut réorganisé le 1er janvier 1762, de Borre fut envoyé en garnison à Metz. Il fut ensuite chargé de lutter contre les désertions dans la région de Liège jusqu'en 1767. Nommé brigadier-général d'artillerie à titre provisoire, de Borre, en compagnie de Philippe Charles Jean Baptiste Tronson du Coudray et d'un groupe d'officiers français, obtint la permission du gouvernement de partir pour les Amériques afin de soutenir la révolte des colons contre la monarchie britannique. Le vaisseau L'Amphitrite à bord duquel ils voyageaient décida cependant de faire demi-tour. De Borre, accompagné de son camarade Thomas Antoine de Mauduit du Plessis, s'embarqua finalement à Saint-Nazaire à bord du Mercure le 5 février 1777. Le navire transportait également en secret une cargaison de poudre, des armes légères et des pièces d'uniformes à destination des troupes américaines.

### Service durant la guerre d'indépendance américaine

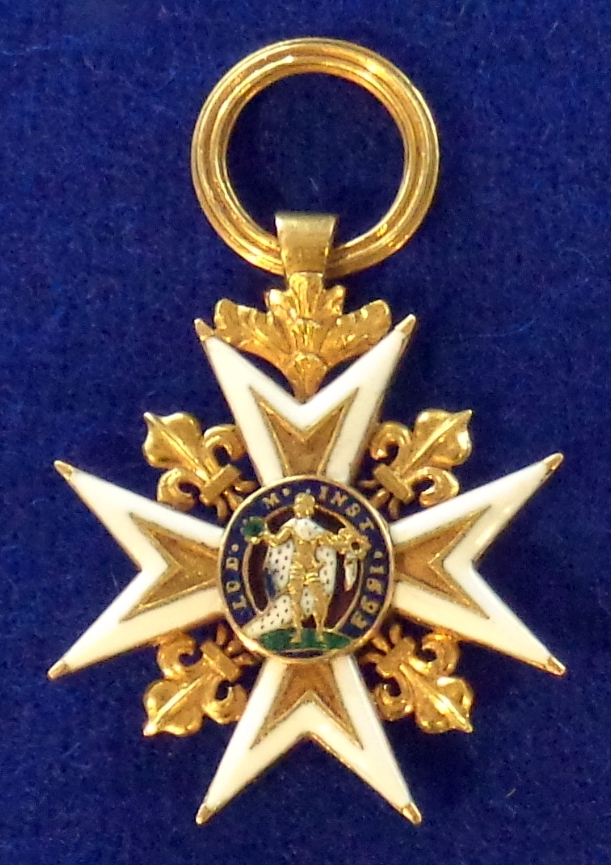
De Borre fut décoré de l'ordre de Saint-Louis en 1757.

De Borre débarqua à Portsmouth dans le New Hampshire le 17 mars 1777. Il se rendit ensuite à Morristown dans le New Jersey où, le 17 mai, il fit la rencontre de George Washington qui lui remit son brevet de brigadier-général antidaté du 1er décembre 1776. À la même époque, Washington achevait d'organiser son armée principale en dix brigades permanentes, parmi lesquelles quatre venaient de Virginie, trois de Pennsylvanie, deux du Maryland et une du New Jersey. William Smallwood (en) fut placé à la tête de la 1re brigade du Maryland tandis que de Borre se vit offrir le commandement de la 2e brigade de cet État. Un autre Français d'origine irlandaise, Thomas Conway, fut également nommé responsable d'une brigade. La brigade de Borre se composait du 2e régiment canadien et des 2e, 4e et 6e régiments du Maryland. 
En mai 1777, du Coudray et sa suite de 18 officiers et 10 sergents arrivèrent en Amérique. À ce stade de la guerre, les Américains étaient devenus conscients des problèmes suscités par la présence d'aventuriers étrangers dans leurs rangs. Si certains de ses officiers se révélèrent d'une grande utilité à la cause des insurgents, d'autres, comme Matthias Alexis Roche de Fermoy (en) ou le baron Frederick William de Woedtke (en) se montrèrent de piètres généraux sur le champ de bataille. Du Coudray s'étant vu promettre le grade de major-général, trois commandants américains, Henry Knox, Nathanael Greene et John Sullivan, s'opposèrent à cette nomination et menacèrent de démissionner pour ne pas avoir à servir sous ses ordres. Soucieux de ne pas se montrer désagréable à l'égard de la France, le Congrès décerna à du Coudray un titre spécial, celui d'« inspecteur général de l'ordonnance et des manufactures militaires », tout en s'assurant qu'il n'avait aucune autorité sur les généraux de l'armée de Washington. Le tout nouvel inspecteur général se répandit en intrigues et commença rapidement à se quereller avec d'autres officiers français, à commencer par Louis Le Bègue Duportail, un ingénieur compétent. Un observateur français nota que le Congrès fut choqué par l'arrogance de du Coudray ce qui affecta les relations entre les colonies américaines et le royaume de France. La Fayette lui-même fut exaspéré par l'attitude de son compatriote. Le 16 septembre 1777, du Coudray se noya dans la Schuylkill lorsque son cheval bascula du bateau plat sur lequel il se trouvait, précipitant son cavalier dans la rivière.

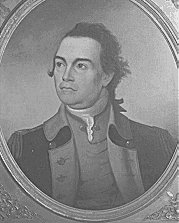
Des généraux américains tels que John Sullivan n'acceptaient pas que des étrangers reçoivent des promotions supérieures aux leurs.

Le 22 août, Sullivan lança une attaque infructueuse sur les positions britanniques près de New York lors de la bataille de Staten Island. Un bataillon loyaliste fut en grande partie capturé mais les Américains eurent 20 blessés et 150 prisonniers. Les Britanniques revendiquèrent 260 prisonniers américains tout en reconnaissant une perte de 140 hommes capturés parmi les loyalistes du New Jersey. Du côté américain, le 2e régiment canadien et le 2e régiment du Maryland enregistrèrent probablement les plus grosses pertes. Un officier qui servait sous les ordres de Sullivan accusa son chef d'avoir saboté l'opération. Sullivan demanda à de Borre, dont la brigade avait été fortement impliquée, de garder le silence jusqu'à la tenue de la cour martiale. En définitive, Sullivan fut relaxé et conserva son commandement.
Le 11 septembre 1777, une armée brito-hessoise commandée par le général William Howe fit face aux 12 000 continentaux et aux 3 000 miliciens de Washington à la bataille de Brandywine. Le flanc gauche américain à Pyle's Ford était occupé par les 2 000 miliciens de Pennsylvanie de John Armstrong, Sr.. La division de Nathanael Greene, forte de deux brigades virginiennes totalisant 2 500 hommes et renforcée par les 1 500 hommes de la brigade de Caroline du Nord de Francis Nash, tenait le centre gauche. Chadd's Ford, au centre de la ligne, était défendu par deux brigades pennsylvaniennes aux ordres d'Anthony Wayne, soit 2 000 hommes au total. Les divisions d'Adam Stephen (en) et de William Alexander (en) (2 500 hommes) furent gardées en réserve. Les troupes de Stephen se composaient de deux brigades de Virginie alors que celles d'Alexander comptaient une brigade du New Jersey et une autre de Pennsylvanie. Tandis que le gros de l'armée patientait sur la rive est de la rivière Brandywine, les 1 000 fantassins légers de William Maxwell (en) et quelques unités de milice livrèrent un combat retardateur sur la rive ouest du cours d'eau.

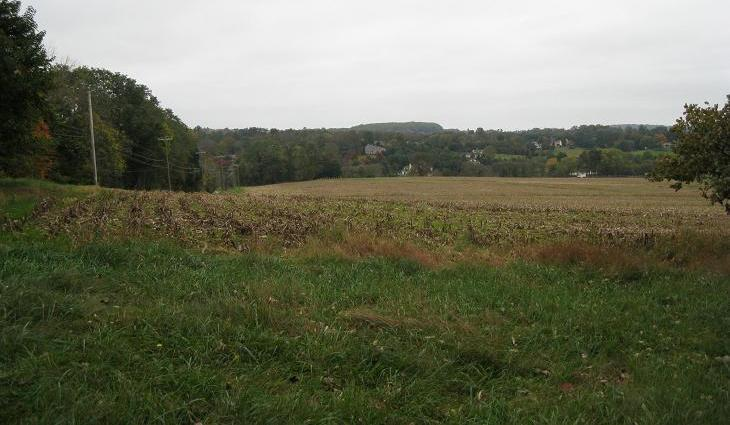
Vue depuis la position britannique d'Osborne's Hill, orientée vers le sud-est. De gauche à droite sur la photo, les divisions Stephen, Alexander et Sullivan faisaient face aux troupes britanniques.

La division Sullivan fut postée sur l'aile droite avec les deux brigades du Maryland. Le général américain déploya 1 100 hommes et deux pièces d'artillerie des brigades de Borre et Smallwood à Brinton's Ford. Les 250 hommes du régiment du Delaware, appartenant à la 1re brigade, furent détachés à Jones's Ford, le point de passage le plus proche en direction du nord. Le 2e régiment canadien de Moses Hazen, alignant 400 hommes, fut chargé de défendre Wister's et Buffington's Fords, encore plus éloignés. Cependant, les reconnaissances américaines menées ce jour-là se révélèrent en grande partie inefficaces. De son côté, Howe divisa ses 18 000 soldats britanniques et hessois en deux colonnes. Celle de droite, sous les ordres du général Wilhelm von Knyphausen, fut envoyée directement à Chadd's Ford. Pendant ce temps, l'aile gauche plus puissante dirigée par Howe et le général Charles Cornwallis fit marche vers le nord. Aux environs de midi, la colonne de Howe franchit la Brandywine au gué de Jefferis's Ford laissé sans défense, au nord de Buffington's Ford. Howe obliqua alors au sud-est vers Strode's Mill et Osborne's Hill où les soldats furent autorisés à souffler. C'est alors qu'ils furent repérés à cet endroit précis par la cavalerie américaine de Theodorick Bland (en) qui vint immédiatement avertir Washington et Sullivan du danger.

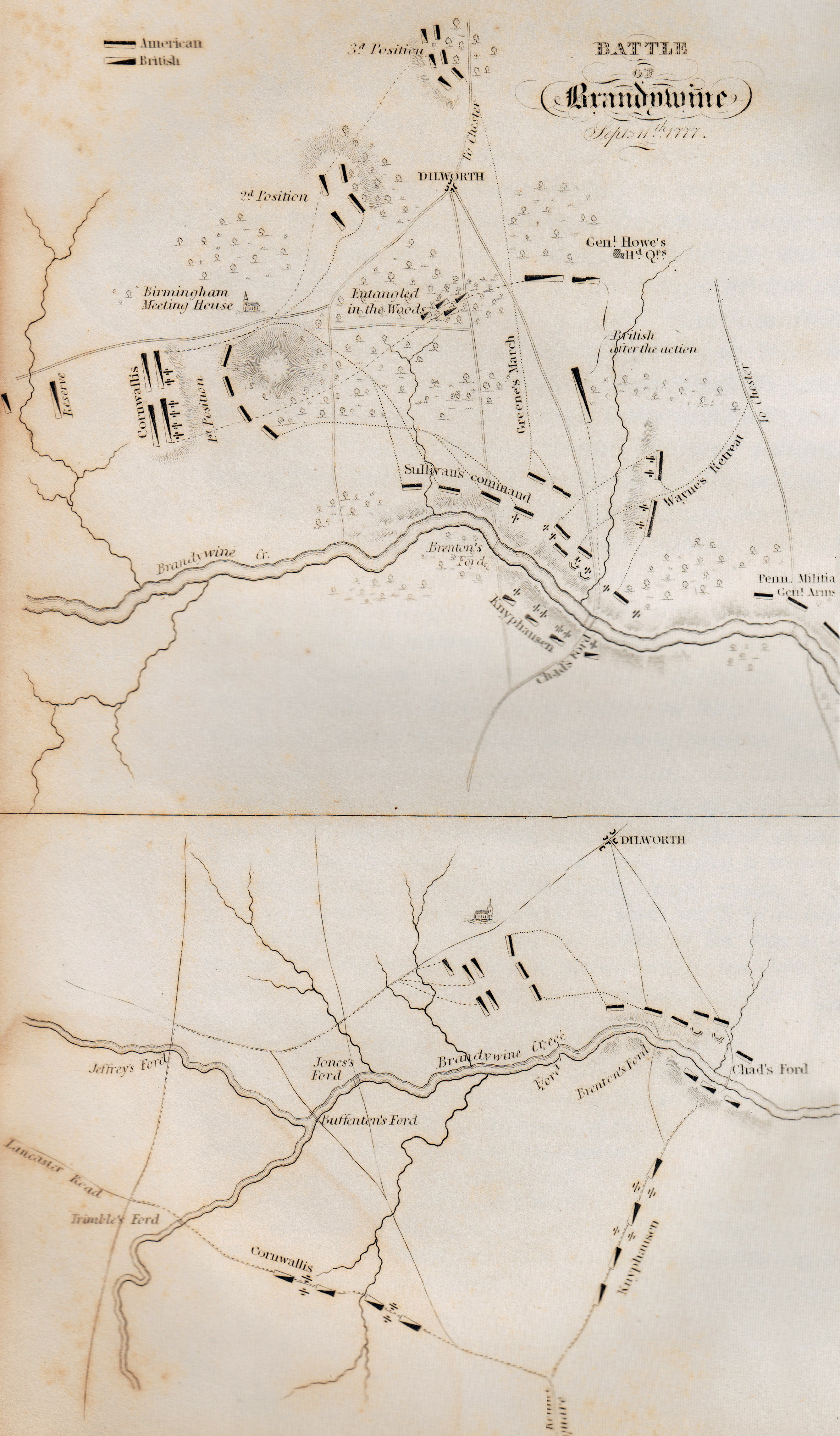
Carte de la bataille de Brandywine.

Washington ordonna immédiatement à Stephen et à Alexander de se diriger au nord vers Birmingham Meeting House, un bâtiment voué au culte quaker. Les deux divisions parvinrent à se déployer sur une crête au sud-est de Birmingham. À 2 h 30 de l'après-midi, Sullivan reçut l'ordre de se joindre aux divisions de Stephen et d'Alexander et de prendre le commandement de l'aile droite. Les troupes américaines, qui progressaient difficilement sur un terrain peu praticable, devaient également faire leur jonction avec le régiment du Delaware et les Canadiens de Hazen. Au cours de la manœuvre, de Borre demanda l'autorisation à Sullivan de rattacher le régiment d'Hazen à sa brigade, ce qui lui fut refusé. Le commandant français en fut vivement contrarié car sa brigade se trouvait réduite à 350 hommes.
Sullivan installa ses hommes sur une colline à 366 m à l'ouest de Birmingham, avant de réaliser que ses troupes étaient trop avancées et que plusieurs centaines de mètres le séparait des deux autres divisions. En conséquence, Sullivan décida d'aller s'entretenir avec Stephen et Alexander. Comme Smallwood était en service détaché auprès de la milice du Maryland, le commandement des deux brigades échut à de Borre. Ce dernier avait une connaissance de l'anglais plutôt rudimentaire et n'était pas familier des officiers et des soldats. Sullivan ordonna à la division du Maryland de faire mouvement sur la droite afin de s'aligner avec les deux autres divisions. Stephen et Alexander se décalèrent également sur la droite afin de libérer un peu d'espace. 

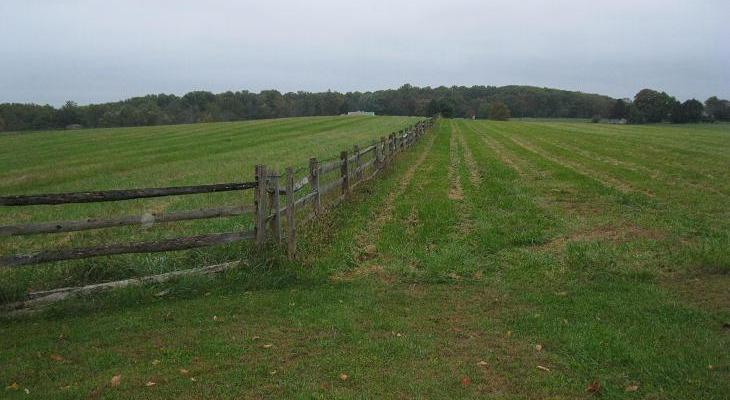
Vue du sud-est du champ de bataille depuis Wylie et Birmingham Roads. De Borre réalisa son étrange manœuvre dans la zone située au-delà des arbres. L'attaque britannique fut conduite de droite à gauche de la photo.

Les divisions de Stephen et d'Alexander effectuèrent leur déplacement sans incident particulier, alors même qu'elles étaient soumises au feu des tirailleurs ennemis. En revanche, de Borre géra la manœuvre de manière catastrophique. Au lieu de se diriger simplement sur la droite comme cela lui était demandé, le commandant français fit avancer la division sur la gauche avant d'accomplir un cercle en direction du nord-est. À l'issue de cette manœuvre étrange, la 1re brigade se retrouva quasiment à son point de départ et la 2e brigade qui aurait dû être à la hauteur de la 1re se trouvait derrière elle. Au même moment, la brigade d'élite des Guards britanniques se rua à l'attaque, soutenue par deux pièces d'artillerie. Paniqués au bruit de la canonnade, les soldats de la 2e brigade firent feu dans le dos de leurs camarades de la 1re brigade. Le 1er régiment du Maryland essaya de résister, perdant 26 hommes, mais toute la division s'écroula rapidement et prit la fuite, poursuivie par les Guards britanniques. De Borre se présenta plus tard à Samuel Smith, qui servait dans le 4e régiment du Maryland, avec une égratignure à la joue et déclara qu'elle lui avait été infligée par un hameçon utilisé comme munitions par les Britanniques ; Smith suspecta néanmoins que le Français tentait de dissimuler l'origine de sa blessure et qu'il avait dû se griffer à des ronces en s'échappant à travers les buissons. Le régiment de Hazen, qui marchait en tête de la colonne, ne prit semble-t-il aucune part à la manœuvre ordonnée par de Borre et fit sa jonction avec l'aile gauche de la division Alexander.
Sous la direction de Sullivan, les divisions Stephen et Alexander résistèrent une heure durant à l'avancée britannique. Les troupes d'Alexander durent se replier les premières malgré le beau comportement de la brigade Conway. La division Stephen fut à son tour accablée par le nombre et contrainte d'évacuer sa position. Washington évita un désastre en engageant dans la soirée la brigade du général George Weedon (en), de la division Greene, qui parvint à ralentir la poursuite britannique.
De Borre déclara au Congrès que sa division avait pris la fuite sans avoir subi la moindre perte. Il pressa Washington de se replier avec toute l'armée sur Philadelphie et de faire appel à 50 000 miliciens supplémentaires, mais il ne fut pas écouté. Mis en cause pour sa mauvaise gestion des troupes et ayant appris qu'une cour martiale serait convoquée pour statuer sur son sort, de Borre envoya sa démission le 14 septembre et cette dernière fut acceptée par le Congrès. Il expliqua le lendemain qu'il avait choisi de quitter son poste parce qu'il n'avait sous ses ordres « rien d'autre que des mauvaises troupes » et qu'il ne voulait pas être déshonoré. L'historien Mark M. Boatner III remarque que les états de service de la 2e brigade du Maryland pendant la guerre montrent qu'elle était pourtant composée d'excellents régiments. Sullivan, dont le comportement prêtait régulièrement à controverse, fut également blâmé pour la défaite. Une histoire courait à l'époque selon laquelle il aurait insisté pour que sa division occupât la place d'honneur sur l'aile droite, mais l'historien Thomas J. McGuire affirme qu'il s'agit là d'un mythe. Le Congrès demanda le rappel de Sullivan mais Washington s'y opposa car cela aurait laissé la division du Maryland sans chef.

### Fin de carrière
Quittant Charleston en Caroline du Sud le 20 janvier 1779, de Borre apporta des dépêches à l'amiral Charles Henri d'Estaing dont la flotte stationnait à Cap-François en Haïti. De là, il retourna en France à bord de la frégate Andromaque et vécut un voyage mouvementé : le 15 mai, le vaisseau français eut un engagement avec le navire corsaire britannique Tartar qui fut envoyé par le fond. L’Andromaque arriva finalement à Brest le 5 juillet 1779. De Borre fut élevé au grade de brigadier-général dans l'armée française le 1er mars 1780, mais sa mauvaise santé l'obligea à solliciter sa mise à la retraite un mois plus tard. Il mourut à Bruxelles dans sa maison de la rue Cantersteen, le 30 mai 1789. Ses funérailles eurent lieu le 1er juin à la cathédrale Saints-Michel-et-Gudule de la ville. Il a laissé un manuscrit non encore publié à ce jour, Journal des campagnes de 1777 et 1778 au service des colonies unies de l'Amérique, actuellement conservé aux archives historiques de la Guerre.